# Ichneumon pygolissus
Ichneumon pygolissus là một loài tò vò trong họ Ichneumonidae.